# 羅振邦
羅 振邦（ら しんほう/ら しんぽう、1895年6月 – 没年不詳）は、中華民国・満洲国の官僚・外交官。なお名前は似ているが、満洲国監察院長の羅振玉（本籍：浙江省上虞県）とは何らの親族関係も無い。

## 事績
1904年（光緒30年）に私塾で学び、1908年（光緒34年）に海竜県立小学校、1911年（宣統3年）に海竜県中学校へそれぞれ入学した。1915年（民国4年）に中学校を卒業し、海竜県朝陽鎮小学校の教員となる。1917年（民国6年）、海竜県の手配で日本へ留学し、東亜高等予備学校に入学する。翌1918年（民国7年/大正7年）に東京高等師範学校に入学、1923年（民国12年/大正12年）に卒業した。
帰国後は奉天省教育長省視学、熱河都統署教育庁長、奉天交渉総署政務処長、奉海鉄路公司総務署長、東三省交渉総署政務処長を歴任している。なお、1927年（民国16年）春頃に、闞朝璽と共に日本へ実業視察に赴いている。1930年（民国19年）、吉長吉敦鉄路局秘書兼稽核科長、1931年（民国20年）、瀋海鉄路保安維持会総務処長となった。
満洲国建国直後の1932年（大同元年）、立法院記録処長となり、更に吉林省公署総務庁秘書処長に移った。1934年（康徳元年）、満洲国赴日修聘特使随員として来日し、同年、吉林省公署実業庁長に任命された。1937年（康徳4年）7月、経済部商務司長となり、1939年（康徳6年）7月、専売総局長に転じた。1940年（康徳7年）4月6日、駐伊特命全権公使に任命される。帰国後の1945年（康徳12年）4月16日、郵政総局長に任命された。
満洲国崩壊後、羅振邦は中華人民共和国当局に逮捕され、撫順戦犯管理所に収監された。時期は不明だが、獄死することなく釈放されたという。
釈放後の羅振邦の行方は不詳となっている。